# 塔尔德布拉克 (楚河区)
塔尔德布拉克是吉尔吉斯斯坦楚河州楚河区下辖的一个村。根据2009年吉尔吉斯共和国人口普查，全村人口为538人。